# 幻化成风
《幻化成風》（日语：風になる）是日本女歌手辻亞彌乃於2002年發行的個人第6張CD單曲。

## 概要
此作品為辻亞彌乃接應當時日本動畫工作室吉卜力為了製作2002年劇院動畫《貓的報恩》時，所完成的曲子。
歌曲的部份創作內容來自於辻亞彌乃在騎自行車迎風上坡時、以及回想學生時期在京都市的鴨川河流所仰望的青空所獲得的靈感。
除被收錄為動畫《貓的報恩》的片尾曲外，也有採用為《貓的報恩》贊助商好侍食品的佛蒙特咖哩調理包的廣告歌曲。

## 收錄歌曲
1.幻化成風（流行音樂版）
作詞．作曲：辻亞彌乃 編曲：根岸孝旨
2.幻化成風（烏克麗麗不插電演奏版/動畫《貓的報恩》採用版本）
作詞．作曲：辻亞彌乃 編曲：根岸孝旨

## 收錄專輯
- 貓的報恩原聲帶：2002年7月17日發行。
- 戀戀風歌：辻亞彌乃個人第4張專輯、2003年5月21日發行。
- 辻亞彌乃精選集：2006年7月5日發行。
- 吉卜力工作室歌集：2008年11月26日發行。
- 辻亞彌乃獻上的禮物～10年精選～：2009年9月16日發行。

## 翻唱歌手
- 曾寶儀

翻唱曲名《專注》、收錄於2002月11月同名專輯。歌詞及編曲改寫分別由阿怪及蔡庭貴提供。
- 梁靜茹

翻唱曲名《小手拉大手》、收錄於2006年10月6日專輯《親親》。歌詞及編曲改寫分別由Little Dose及陳建騏提供。
曾由台灣的關島觀光局選為代言歌曲。